# IS11T
REGZA Phone IS11T（レグザフォン あいえす いちいちてぃー）は、富士通東芝モバイルコミュニケーションズ（東芝ブランド、現：FCNT）によって日本国内向けに開発された、auブランドを展開するKDDIおよび沖縄セルラー電話のISシリーズの一つで、CDMA 1X WIN（現・au 3G）対応ストレート型スマートフォンである。製造型番はTSI11。

## 概要
REGZA Phoneの名前の付くスマートフォンの第二弾として発表された。
2016年8月現在、au向けのAndroidスマートフォン及びREGZA PhoneシリーズとしてはQWERTY配列キーボードを搭載している唯一の機種である。
REGZA Phoneシリーズの第一弾として発表されたT-01CおよびIS04・IS04FV（TSI04）に搭載されていたモバイルレグザエンジンが進化し、バージョンが3.0から4.0に上がった。
CPUは当初Qualcomm Snapdragon S2 MSM8655（1GHz）を使用する予定だったが、公式発表の直前にMSM8655T（1.4GHz）に変更された。
IS04同様、専用ホームアプリであるNX!UI（IS11Tオリジナルホーム）が搭載されている。
本機種が東芝ブランドでの最後の機種となった。T-01DとT-02DはREGZA Phoneではあるが富士通本体製のARROWSシリーズであり、富士通ブランドで販売している。
2016年8月現在、本機種を最後に日本国内ではQWERTYハードキー搭載スマートフォンは出ていない。
バッテリーパックはIS04と同じ「TSI04UAA」を使用。

## 歴史
- 2011年（平成23年）5月17日 - KDDI、および富士通東芝モバイルコミュニケーションズ（当時）より公式発表。
- 2011年7月31日 - Bluetooth認証を通過。
- 2011年8月25日 - 連邦通信委員会（FCC）を通過[2]。
- 2011年9月9日 - 全国にて一斉発売。
- 2011年10月13日 - 一度目のケータイアップデート。
- 2011年11月24日 - 二度目のケータイアップデート。
- 2012年（平成24年）3月27日 - 三度目のケータイアップデート。
- 2012年4月26日 - 四度目のケータイアップデート。
- 2012年6月14日 - IS11Tに未対応のSDXCカードを挿入した場合データ破損の危険性について告知[3]
- 2012年7月22日 - L800MHz（旧800MHz帯・CDMA Bandclass 3）帯エリアによる音声・データ通信サービスの停波によりそれ以降はN800MHz（新800MHz帯・CDMA Bandclass 0 Subclass 2）帯エリア、および2GHz（CDMA Bandclass 6）帯エリアの各音声・データ通信サービスで利用する事となる。
- 2013年（平成25年）1月22日 - 五度目のケータイアップデート。
- 2013年2月上旬 - 東北地区を除き全て販売終了。
- 2013年5月下旬 - 東北地区にて販売終了。
- 2022年3月31日 - 同キャリアにおける3Gサービスの完全終了・停波により、当機種はWi-Fi利用時を除き、全て使用不可となる[4][5]。

## プリインストールアプリ
- Adobe Flash 10.3
- ATOK for IS11T (専用アプリ)
- au one ニュースEX
- au Market
- au Wi-Fi接続ツール
- Bizcaroid
- DiXiM Server/Player[6] (PlayerはDTCP-IPによる再生に対応)
- Facebook
- Foursquare
- F-LINK
- GREEマーケット
- Jibe
- mixi
- Mobage
- NX!UI (IS11Tオリジナルホーム)
- RZTagler（一部の東芝製液晶テレビ「REGZA」のみ対応[7])
- Skype au
- ThinkFree Office Editor版 (Officeファイルの閲覧と編集が可能)
- Twitter for Android
- きせかえtouch
- じぶん銀行
- くーまんの部屋
- スターメモ (発売前の報道ではNX! Memoと掲載されていた)
- ヘルスチェッカー・歩数計 (富士通製)
- モシモカメラ
- 富士通モバイル統合辞書＋ (IS11T専用アプリをダウンロード・インストールの上、添付DVDから辞書データをmicroSDにインストールする必要がある)

## インストールショートカット
以下はアプリのインストール用のショートカットが用意されている。
アプリケーションの管理にてショートカットを削除することが可能。
- au Brand Garden
- GREE
- LISMO
- LISMO Book Store
- LISMO WAVE
- LISMO unlimited
- Norton Mobile Security
- Nドライブ
- Pulse News
- Run&Walk
- ラグナロク Mobile Story
- レアジョブ

## 主な機能・サービス
※PC向けWebブラウザが標準装備されておりFlashコンテンツもフル表示可能。携帯向けサイト(EZWeb)は他のスマートフォンやPCと同じく閲覧不可。
| 主な機能・対応サービス                                                  | 主な機能・対応サービス                           | 主な機能・対応サービス              | 主な機能・対応サービス        |
| ----------------------------------------------------------------------- | ------------------------------------------------ | ----------------------------------- | ----------------------------- |
| Webブラウザ                                                             | LISMO! for Android メディアプレイヤー LISMO WAVE | おサイフケータイ                    | ワンセグ                      |
| au one メール PCメール Gmail EZwebメール                                | デコレーションメール デコレーションアニメ        | Skype au                            | PCドキュメント                |
| au Smart Sports Run & Walk Karada Manager ゴルフ(web版) Fitness、歩数計 | GPS 方位計                                       | au oneナビウォーク au one助手席ナビ | au one ニュースEX au one GREE |
| じぶん銀行                                                              | 緊急地震速報                                     | Bluetooth                           | 無線LAN機能 (Wi-Fi)           |
| 赤外線通信 (IrSimple)                                                   | WIN HIGH SPEED                                   | グローバルパスポート(CDMA・GSM)     | auフェムトセル                |
| microSD microSDHC                                                       | モーションセンサー(6軸)                          | 防水                                | 簡易留守録 着信拒否設定       |

## ケータイアップデート
- 2011年10月13日に以下の不具合修正がケータイアップデートによって行われた。[13]
  - スリープモードから復帰する際、画面表示が黒画面のままとなり、表示しない場合がある。
  - ホーム画面表示中にスライド動作（キーボード部分の開閉)を繰り返すと再起動する場合がある。
  - キャリアメーラのバージョンアップ。

- 2011年11月24日に以下の不具合修正がケータイアップデートによって行われた。[14]
  - スリープモードから復帰する際、端末が再起動する場合がある。

- 2012年3月27日に以下の不具合修正がケータイアップデートによって行われた。[15]
  - 通話中に再起動する場合がある。

- 2012年4月26日に機能追加のケータイアップデートが行われた。[16]
  - 災害・避難情報に対応。ケータイアップデート後にau Marketから「au災害対策[17]」アプリのインストールが必要。

- 2013年1月22日に以下の不具合修正がケータイアップデートによって行われた。[18]
  - 非対応のメモリカード (microSDXCメモリカード) を取り付けると、メモリカード内のデータが破損する。
  - auスマートパスでアプリをインストールする際、必要な容量がアプリサイズの五倍になる。[19]